# Philip Webb

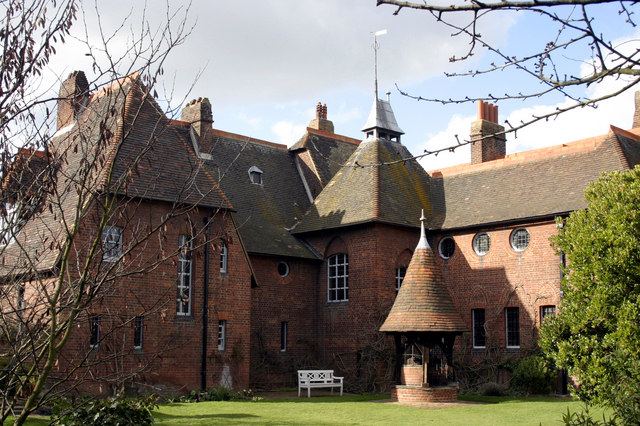
Red House, Bexleyheath, ritad av Webb för William Morris.

Philip Speakman Webb, född 12 januari 1831 i Oxford, England, död 17 april 1915, brittisk arkitekt och formgivare.

## Biografi
Webb är en av banbrytarna för vår tids villaideal, så som det växte fram i England under 1800-talets senare del, inspirerat av den beundran för medeltidens hantverk och asymmetriska arkitektur som Ruskin och Morris gick i täten för.
Webb är främst känd för den för formgivaren och författaren William Morris 1859-1860 uppförda privatbostaden Red House i Bexleyheath, Kent, England. Red House var enkelt och bekvämt men hade en individuell planlösning, som var anpassad till kundens speciella behov. Huset, som har sitt namn av det enkla röda teglet i fasaderna, var en häpnadsväckande kontrast mot de vanliga putsade "italienskinspirerade" villorna. Märkligt nog saknade huset badrum.
Webb sökte sin inspiration i den egna inhemska landsbygdsarkitekturen och vände sig således bort från de akademiska konventionerna.